# Vasco dos Santos Gonçalves
Vasco dos Santos Gonçalves (ur. 3 maja 1921 w Lizbonie, zm. 11 czerwca 2005 w Almancil w gminie Loulé) – portugalski polityk i wojskowy, generał, premier Republiki w latach 1974–1975.

## Życiorys
Był jednym z przywódców ruchu młodych oficerów Ruchu Sił Zbrojnych (MFA – Movimento das Forças Armadas), który przejął władzę 25 kwietnia 1974 (rewolucja goździków). Od 18 lipca 1974 stał na czele tymczasowego rządu wojskowego (wspieranego przez socjalistów). Przeprowadził reformy gospodarcze, w tym upaństwowienie banków i towarzystw ubezpieczeniowych. Pełnił funkcję premiera do 19 września 1975.